# Sister Jane
Singles de Taï Phong
(If You're Headed) North For Winter
(1975)
Sister Jane est une chanson du groupe de rock progressif Taï Phong, parue sur leur premier album Taï Phong, en 1975, et sortie en single la même année.
Porté par la voix de Jean-Jacques Goldman, le titre a été spécialement conçu et intégré à l'album pour séduire les maisons de disque. Pour Christian Page et Didier Varrod, il s'agit d'un « slow efficace et tout à fait dans la tradition de la ballade suave et fébrile dont seuls les groupes pop ont le secret ».
Le titre Sister Jane se veut un hommage aux chansons Sister Ray et Sweet Jane du groupe Velvet Underground de Lou Reed mais il fait également référence à Philip K. Dick, affecté jusqu'à la fin de ses jours par le décès de sa sœur jumelle Jane, morte peu de temps après sa naissance.
Le single se positionne à la vingtième place du hit-parade français et se vend à 200 000 exemplaires,.